# آشوت ماردویان
آشوت آنوشاوانی ماردویان (ارمنی: Աշոտ Անուշավանի Մարդոյան؛ زادهٔ ۲۷ اوت ۱۹۴۹) یک  سیاستمدار اهل ارمنستان است که از تاریخ ۱۹۹۰ تا تاریخ ۱۹۹۵ سمت نمایندگی دوره اول شورای عالی جمهوری ارمنستان را برعهده داشت.

## زندگی‌نامه
در ۲۷ اوت ۱۹۴۹در ارمنستان به دنیا آمد . 